# Тюбе
Тюбе (кум. Тёбе) — посёлок городского типа в Дагестане, входит в состав Кумторкалинского района.
Образует муниципальное образование посёлок Тюбе со статусом городского поселения как единственный населённый пункт в его составе

## Географическое положение
Расположен севернее районного центра — села Коркмаскала, на левобережье реки Шура-озень.
Площадь поселения составляет 3,11 км².

## История
Статус посёлка городского типа — с 1985 года.

## Население
| 1970  | 1989  | 2002  | 2010  | 2012  | 2013  | 2014  |
| ----- | ----- | ----- | ----- | ----- | ----- | ----- |
| 499   | ↗3059 | ↗6040 | ↗6496 | ↗6558 | ↗6703 | ↗6862 |
| 2015  | 2016  | 2017  | 2018  | 2019  | 2020  | 2021  |
| ↗6925 | ↗6999 | ↗7060 | ↗7123 | ↗7147 | ↗7215 | ↘6403 |
| 2023  | 2024  | 2025  |       |       |       |       |
| ↗6462 | ↗6552 | ↗6602 |       |       |       |       |

Национальный состав
По данным Всероссийской переписи населения 2021 года:	
| №        | Национальность | Численность, чел. | Доля    |
| -------- | -------------- | ----------------- | ------- |
| 1        | кумыки         | 2 429             | 37,93 % |
| 2        | аварцы         | 1 329             | 20,7%   |
| 3        | даргинцы       | 1 212             | 18,92%  |
| 3.000001 | не указавшие   | 493               | 7,69 %  |
| 3.000002 | прочие         | 940               | 14,68 % |
| 3.000003 | всего          | 6 403             | 100 %   |

## Транспорт
Через посёлок проходит участок Северо-Кавказской железной дороги, южнее — дорога М29 «Кавказ».

## Промышленность
В посёлке расположены несколько крупных предприятий промышленности, такие как завод железобетонных изделий, завод листового стекла и комбинат хлебопродуктов.